# Vieja tuyrensis
Vieja tuyrensis és una espècie de peix de la família dels cíclids i de l'ordre dels perciformes.

## Morfologia
Els mascles poden assolir els 23,5 cm de longitud total.

## Distribució geogràfica
Es troba a l'Amèrica Central: vessant pacífica de Panamà (conques dels rius Tuíra i Bayano).